# Operacja Al-Anfal
Operacja Al-Anfal (ar. Łupy wojenne) – kampania irackiego rządu kierowanego przez Saddama Husajna przeciwko irackim Kurdom, trwająca od końca lutego do początku września 1988 roku. W jej toku zniszczonych zostało, według źródeł kurdyjskich, ponad 3 tys. miejscowości zamieszkiwanych przez Kurdów. Ich mieszkańcy zostali zamordowani lub skierowani do obozów dla przesiedleńców. Podczas kampanii wojsko irackie wielokrotnie posłużyło się bronią chemiczną. Ofiarą operacji padło od 50 tys. do 200 tys. Kurdów; ich przedstawiciele podawali liczbę 182 tys.
Operacja Al-Anfal spełniała znamiona ludobójstwa. Za ludobójstwo oficjalnie uznawana jest w Norwegii (od 2012 roku), Szwecji (również od 2012) i Wielkiej Brytanii.

## Tło wydarzeń
Konflikt z Kurdami, walczącymi o niepodległe państwo lub przynajmniej o autonomię w granicach Iraku, był jednym z najważniejszych problemów baasistowskich władz Iraku. Do otwartych walk iracko-kurdyjskich doszło kilka miesięcy po przejęciu władzy w Iraku przez partię Baas. Wojsko irackie nie zdołało pokonać Kurdów, toteż w 1970 roku Rada Rewolucyjnych Dowódców ogłosiła utworzenie autonomicznego Regionu Kurdystanu. Zapowiedziała dopuszczenie Kurdów do rządu centralnego oraz do administracji na terenach zamieszkiwanych przez Kurdów oraz nadanie językowi kurdyjskiemu statusu równorzędnego z arabskim (w Kurdystanie). Początkowo przedstawiona propozycja porozumienia zyskała aprobatę Kurdów, szybko jednak doszło do sporów na tle granic Kurdystanu (Kurdowie chcieli, by włączono do niego Kirkuk, czego nie chciał rząd centralny) oraz kurdyjskich oddziałów zbrojnych (rząd zamierzał je rozwiązać, Kurdowie – utrzymać). Rada Rewolucyjnych Dowódców wycofała się również z obietnicy dokooptowania do swojego składu przedstawiciela Kurdów. Nie spełniła również pozostałych obietnic złożonych Kurdom. W 1972 roku porozumienie faktycznie zostało zerwane. Zawieszenie broni utrzymało się do 1974. W tym samym roku wybuchły nowe walki kurdyjsko-irackie. Kurdowie otrzymywali pomoc w sprzęcie z Iranu. Walki zakończyły się w 1975 roku, gdy Irak i Iran podpisały w Algierze porozumienie regulujące tę kwestię, jak również spór o granicę na Szatt al-Arab (Arwand Rud). Iran zobowiązał się wówczas, iż zaprzestanie udzielania Kurdom pomocy.
Po 1975 roku władze Iraku postanowiły ostatecznie zlikwidować ruch na rzecz autonomii Kurdystanu. Podczas gdy między dwoma największymi ugrupowaniami kurdyjskimi (Patriotyczną Unią Kurdystanu kierowaną przez Dżalala Talabaniego oraz Demokratyczną Partią Kurdystanu Mustafy Barzaniego) trwały spory, władze Iraku zniszczyły, według różnych źródeł od 800 do 1400 wiosek zamieszkiwanych przez Kurdów, a ich mieszkańców wysiedliły do tymczasowych obozów, częściowo w Kurdystanie, częściowo na południu Iraku. Podawane są różne liczby wysiedlonych – 100 tys., 250 tys., 600 tys. W 1983 roku ponad 8 tys. mężczyzn należących do klanu Barzani zostało wyprowadzonych z obozów i najprawdopodobniej zamordowanych. Zbrodni tej dokonano w odwecie za pomoc udzieloną irańskiemu wojsku przez rebeliantów Barzaniego przy zdobywaniu granicznego miasta Hadż Omran.
Wobec faktu, że w 1980 roku Irak zaatakował Iran, rząd w Bagdadzie nie był w stanie równocześnie prowadzić działań przeciwko formacjom kurdyjskim (od początku wojny ponownie wspieranym przez Iran). Po negocjacjach w grudniu 1983 obie strony ogłosiły kolejny rozejm. Irak zobowiązał się do włączenia Kirkuku do autonomicznego Kurdystanu, zgody na powrót 8 tys. rodzin wysiedlonych do obozów i zwolnienia kurdyjskich więźniów politycznych. Widząc jednak, że w wojnie z Iranem jest popierany przez międzynarodową opinię publiczną, Saddam Husajn nie zrealizował tych obietnic i przerwał dalsze rozmowy z Patriotyczną Unią Kurdystanu. Do 1985 roku utrzymywał się rozejm. W 1987 w Teheranie obie kurdyjskie organizacje wypracowały porozumienie, zapowiadając walkę o niepodległy Kurdystan. Przez kilka miesięcy wydawało się, że sojusz kurdyjsko-irański będzie mógł nawet doprowadzić do obalenia irackiego rządu.

## Przebieg wydarzeń
Na początku 1988 roku Kurdowie poparli operację irańską w Kurdystanie. Wówczas władze irackie zdecydowały o bezwzględnym spacyfikowaniu kurdyjskich formacji zbrojnych i ludności cywilnej. Od 23 lutego 1988 do września 1988 wojsko irackie przeprowadziło operację pod kryptonimem al-Anfal wymierzoną w Kurdów. Kryptonim operacji nawiązywał do tytułu ósmej sury Koranu.

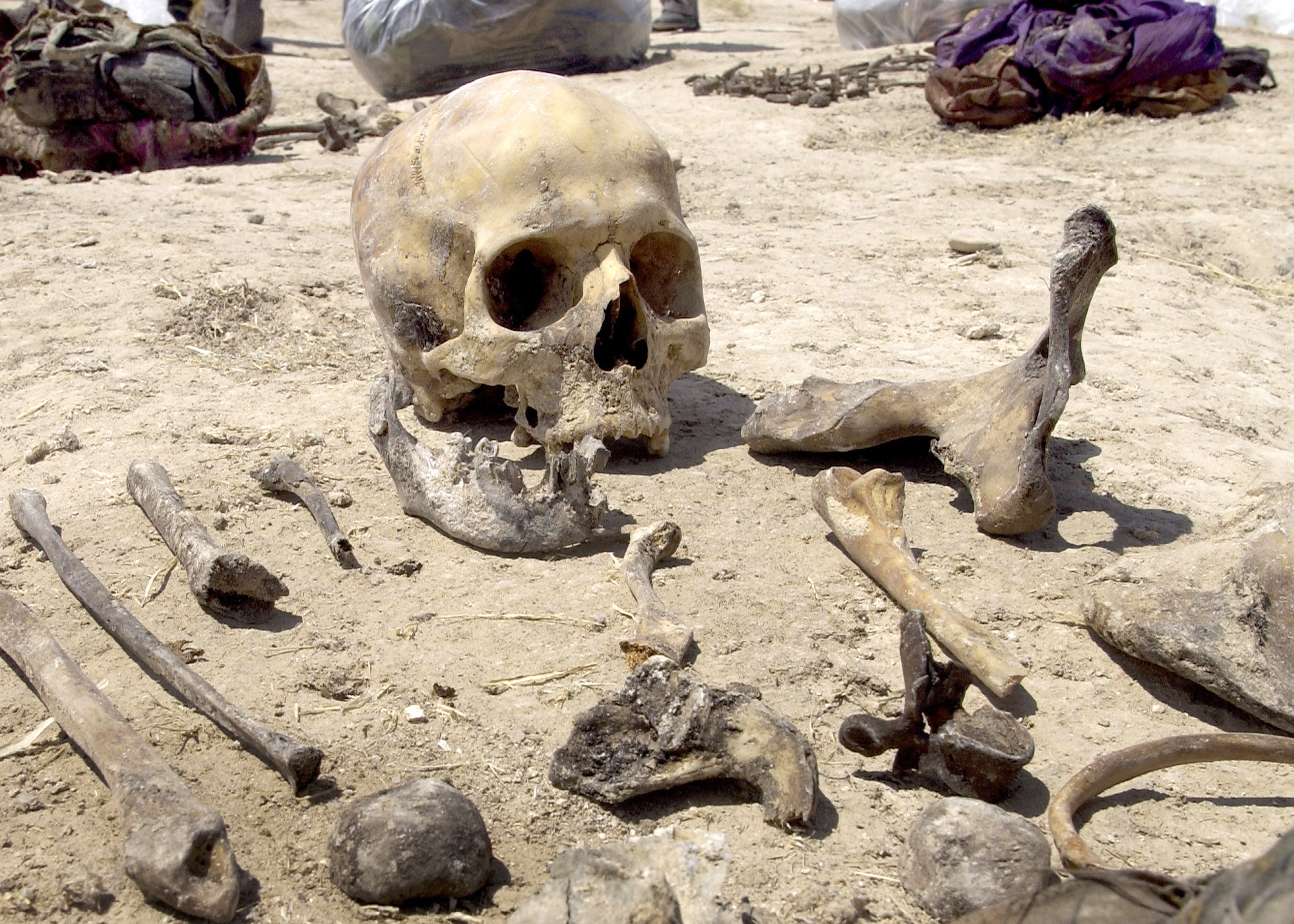
Szczątki ofiar odnalezione niedaleko Zachu w irackim Kurdystanie w 2005 roku

16 marca 1988 wojsko irackie dokonało ataku gazowego na Halabdżę, zajętą dzień wcześniej przez armię irańską. Zginęło ok. 4–5 tys. osób. Według relacji kurdyjskiej nie był to pierwszy przypadek użycia broni chemicznej przeciwko Kurdom; Irak miał w ten sposób zaatakować już kilka miesięcy wcześniej kwaterę główną Patriotycznej Unii Kurdystanu, zabijając kilka osób, oraz kurdyjską wioskę Saosenan, gdzie zginęło 300–400 osób.
Kolejne ataki przy użyciu broni chemicznej przeprowadzone zostały w Badżarmi (7–20 kwietnia), dolinie Małego Zabu (3–8 maja), dolinach Szaklawa i Rawanduz (od 15 maja do 26 sierpnia) oraz w Badinan w górach Zagros (25 sierpnia – 6 września). Dokonywano również masowych egzekucji. Łącznie zniszczono ok. 3 tys. różnej wielkości osiedli kurdyjskich. Atak na każdą miejscowość odbywał się według tego samego schematu: najpierw z samolotów zrzucano gazy trujące, atakując zarówno stanowiska kurdyjskich partyzantów, jak i ludność cywilną, następnie wojska lądowe burzyły i plądrowały zabudowania miejscowości, po czym ocalałych mieszkańców wywożono. Schwytani w trakcie ataków cywile trafiali najpierw do prowizorycznych punktów zbornych organizowanych przez kolaborujące z reżimem kurdyjskie bojówki, a następnie do regularnych obozów koncentracyjnych zbudowanych przez władze w okolicach Kirkuku, Tikritu lub Dahuk. Dziesiątki tysięcy kurdyjskich mężczyzn i chłopców wywieziono z obozów do miejsc egzekucji w środkowym Iraku i tam rozstrzelano. Miały także miejsce liczne wypadki mordowania kobiet, dzieci i starców. Ofiarą egzekucji padali zwłaszcza mieszkańcy terenów, gdzie partyzantka kurdyjska cieszyła się wcześniej znaczącym poparciem. Na rozkaz irackich władz wiele kurdyjskich kobiet i dziewcząt zostało sprzedanych jako niewolnice seksualne do domów publicznych lub osobom prywatnym w Iraku oraz w różnych krajach Bliskiego Wschodu. Z kolei wielu starców osadzono w obozie koncentracyjnym w Nukrat as-Salman, gdzie na skutek fatalnych warunków zmarło w ciągu kilku miesięcy co najmniej 10% więźniów.
Zawarcie rozejmu z Iranem umożliwiło władzom w Bagdadzie przystąpienie do ostatniej fazy operacji Al-Anfal. Pod koniec sierpnia 1988 roku zadecydowano o wysiedleniu wszystkich Kurdów z 30-kilometrowej strefy przy granicach z Turcją i Iranem, stanowiącej twierdzę Demokratycznej Partii Kurdystanu. Według Kurdów w jej wyniku swoje domy musiało opuścić ok. 300 tys. osób. Część wysiedlonych po wywiezieniu ze swoich wsi została zamordowana. Ponad 160 tys. Kurdów zbiegło do Iranu (100 tys.) i Turcji (60 tys.), gdzie zostali umieszczeni w obozach dla uchodźców. Część, w wielu przypadkach nielegalnie, udała się następnie do Pakistanu lub przekroczyła granicę turecko-grecką. Po zakończeniu operacji Al-Anfal w całym Kurdystanie pozostały zaledwie 673 kurdyjskie wsie.
Według Human Rights Watch liczba zniszczonych osad i śmiertelnych ofiar operacji nie może zostać bezdyskusyjnie ustalona z powodu chaosu wywołanego przez ogromne przemieszczenia uciekającej ludności, ściganej przez iracką Gwardię Republikańską. Według różnych źródeł liczba ofiar wyniosła od ok. 50 tys. do 150–200 tys. Kurdów, sami Kurdowie podawali 182 tys. Liczbę zniszczonych wsi Michiel Leezenberg szacował na ok. 1200.

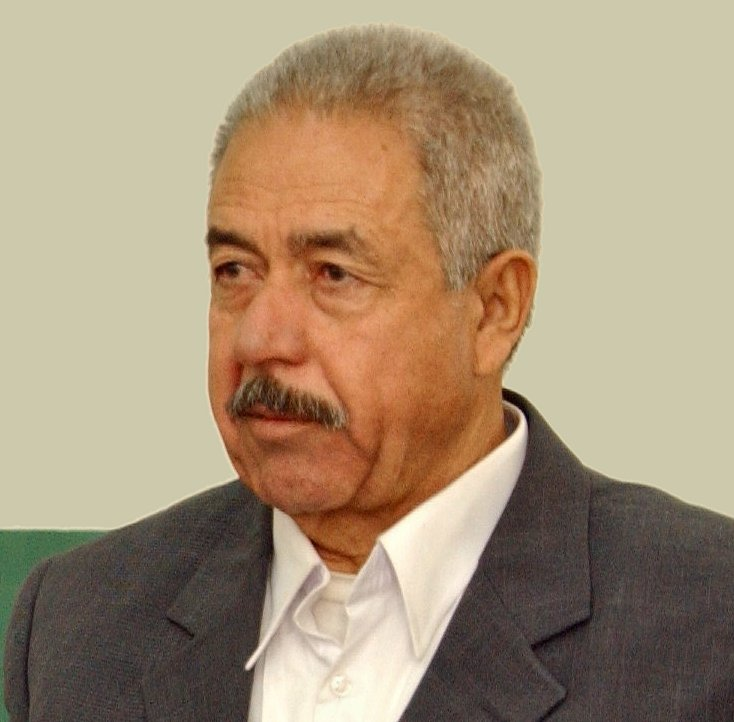
Ali Hasan al-Madżid

Operacja Al-Anfal zakończyła się we wrześniu 1988 roku, gdy Saddam Husajn ogłosił amnestię powszechną dla Kurdów, zabraniając im jednak wrócić do zniszczonych wcześniej osiedli. Na obszarach „oczyszczonych” z ludności kurdyjskiej władze osadzały arabskich osadników. W ten sposób zmieniła się m.in. struktura etniczna zdominowanego wcześniej przez Kurdów Kirkuku.
Za masowe zbrodnie na Kurdach, które według Marion Farouk-Sluglett i Petera Slugletta spełniają znamiona ludobójstwa, bezpośrednio odpowiedzialny był Ali Hasan al-Madżid, gubernator Kurdystanu od 29 marca 1987 roku. Właśnie al-Madżid był inicjatorem całkowitego wyludnienia Kurdystanu, by uniemożliwić działanie na tym terenie oddziałów partyzanckich. Natomiast rozkazy bombardowania kurdyjskich wiosek tak, by zabić jak największą liczbę mieszkańców, wydane zostały wprost przez władze centralne.
Antykurdyjska akcja nie wywołała reakcji państw zachodnich. Stany Zjednoczone i Wielka Brytania wiedziały zarówno o planowym niszczeniu kurdyjskich osad, jak też o stosowaniu broni chemicznej. Działania irackiego rządu nie spotkały się jednak z żadnym potępieniem. Stany Zjednoczone publicznie przypisywały Iranowi częściową winę za atak w Halabdży. Rząd Iraku umiejętnie lawirując między toczącymi zimnowojenną rywalizację mocarstwami oraz grając na obawach społeczności międzynarodowej przed eksportem rewolucji islamskiej przez Iran, był także w stanie uniknąć potępienia na forum ONZ i innych organizacji międzynarodowych.

## Procesy sprawców
W czerwcu 2006 roku Wysoki Trybunał Iraku ogłosił, że Saddam Husajn stanie przed sądem jako oskarżony o ludobójstwo i inne zbrodnie przeciwko Kurdom irackim. Saddam Husajn został jednak stracony jeszcze przed zakończeniem procesu; wykonano wyrok śmierci wydany w procesie o zamordowanie 148 osób w Dudżail. W procesie o ludobójstwo na Kurdach sądzeni byli Ali Hasan al-Madżid, kierujący operacją „Al-Anfal” Sultan Haszim Ahmad, zastępca naczelnego dowódcy armii irackiej Husajn Raszid Muhammad, kierujący wywiadem wojskowym w północnym Iraku Farhan Dżuburi, szef wywiadu wojskowego Sabir Abd al-Aziz ad-Duri oraz Tahir Taufik al-Ani. Wszyscy, poza ostatnim, zostali uznani za winnych. Trzej pierwsi zostali skazani na śmierć, Dżuburi i ad-Duri – na dożywotnie więzienie. Ali Hasan al-Madżid został stracony 25 stycznia 2010 roku.